# Youji Kuramoto
Youji Kuramoto is een personage uit de film Battle Royale. Hij werd gespeeld door acteur Osamu Ohnishi.

## Voor Battle Royale
Hij is een derdeklasser van de fictieve Shiroiwa Junior High School. Hij was aan het daten met Yoshimi Yahagi en na een tijdje kregen ze een relatie met elkaar en gingen ook met elkaar naar bed.

## Battle Royale
Er zijn twee heel verschillende verhalen tussen het boek en de film:
Boek
In het boek kreeg hij een dolk en wachtte op Yoshimi. Hij wilde eerst het spel volgen en probeerde haar te vermoorden. Zijn liefde voor haar was sterker en deed het uiteindelijk niet. Meteen daarna viel Mitsuko Souma en hakte met haar sikkel in zijn hoofd. Daarna vermoordde ze ook Yoshimi.
Film
In de film kreeg hij een touw en hij en Yoshimi pleegden zelfmoord door zichzelf op te hangen. Later werd Mitsuko hiervan beschuldigt. Het spel was op dat moment pas net begonnen, maar hij was alsnog al de twaalfde die stierf.